# Девід Рід
Девід Рід (англ. David Terell Reid, нар. 17 вересня 1973, Філадельфія, Пенсільванія, США) — американський боксер, олімпійський чемпіон (1996), чемпіон Панамериканських ігор. Чемпіон світу в першій середній вазі за версією WBA (1999 —2000).

## Аматорська кар'єра
На Панамериканських іграх 1995 в категорії до 67 кг здобув три перемоги, у тому числі над Даніелем Сантосом (Пуерто-Рико) у фіналі і став переможцем.
 Олімпійські ігри 1996 
- 1/16 фіналу. Переміг Ван Кьюн Лі (Південна Корея) — 20-4
- 1/8 фіналу. Переміг Павола Полаковича (Чехія) — 12-5
- 1/4 фіналу. Переміг Мухаммеда Мармурі (Туніс) — 13-8
- 1/2 фіналу. Переміг Каріма Туляганова (Узбекистан) — 12-4
- Фінал. Переміг Альфредо Дуверхеля (Куба) — KO

## Професійна кар'єра
Рід почав свою професійну кар'єру 21 березня 1997 року, перемігши Сема Кальдерона у чотирираундовому бою. Після перемоги над Джеймсом Кокером 24 жовтня 1998 року, він здобув перший у кар'єрі титул: континентального чемпіона Америки. Це дозволило Ріду претендувати на повноцінний титул чемпіона. 6 березня 1999 року він переміг француза Лорана Бадуані та здобув титул чемпіона WBA у першій середній вазі. Після цього двічі успішно його захистив. 3 березня 2000 року програв Феліксу Тринідаду, втративши чемпіонство. 11 листопада 2001 року програв технічним нокаутом Семі Гіллу. Згодом оголосив про завершення кар'єри. Причиною цього став ризик втрати зору, адже у боксера були проблеми з сітківкою ока.